# Objektiver Geist
Objektiver Geist ist ein durch Georg Wilhelm Friedrich Hegel in der Philosophie geprägter Begriff, der die vom Menschen selbst erzeugte „geisthafte Gegenständlichkeit“ bezeichnet.

## Begriffsprägung bei Hegel
Bei Hegel steht der objektive Geist zwischen dem subjektiven Geist und dem absoluten Geist. Der Sphäre des objektiven Geist hinzugerechnet werden die historischen Formen des Rechts, der Moralität, der Sittlichkeit und des Staates. Sie ist abzugrenzen von der individuell variierenden Sphäre des subjektiven Geistes einerseits und der ahistorischen Sphäre des absoluten Geistes, aufgegliedert bei Hegel in Kunst, Religion und Philosophie.

## Weitere Verwendung
Die Lehre Hegels vom objektiven Geist wurde von Karl Marx kritisiert. Dieser versuchte in seiner Ideologiekritik „die politischen Institutionen ihres objektiven Geistcharakters zu entkleiden“.
Die Lehre vom objektiven Geist wurde in der vom Historismus geprägten Kulturphilosophie und Psychologie des 19. und 20. Jahrhunderts wieder aufgegriffen. Dies vornehmlich von Wilhelm Dilthey und folgend unter anderem von Georg Simmel und Hans Freyer. Die Sphäre des absoluten Geistes (im Sinne von Hegel) wurde nunmehr ebenfalls dem Bereich des objektiven Geistes oder einfach des Geistes hinzugerechnet.
Für Simmel war objektiver Geist „die Gesamtheit derjenigen Gebilde (Kunst, Sitte, Wissenschaft, zweckgeformte Gegenstände, Religion, Recht, Technik, gesellschaftliche Normen), die geistiges, historisches und überindividuelles Erzeugnis sind und zum Zwecke der Personwerdung der Individuums [...] bestehen“.
In kritischer Auseinandersetzung mit Hegel entwickelte Nicolai Hartmann eine eigenständige Lehre des objektiven Geistes. Er unterschied einen personalen Geist, einen objektiven Geist und einen objektivierten Geist. Objektiver Geist ist nach ihm „der individuelle Gemeingeist“, der sich in den geschichtlichen Formen des objektiven und absoluten Geistes im Hegelschen Sinne fassen lässt, jedoch jeweils durch die individuellen Geister vermittelt wird, die mit ihm in einer Wechselwirkung stehen. Gegen Hegel wurde betont, dass der objektive Geist zwar wandelbar und insofern lebendig, jedoch weder eine Substanz oder eine Person sei und auch nicht a priori unfehlbarer Ausdruck der Freiheit des Geistes ist, sondern sich irren kann und daher dem personalen Geist auch nicht vorgeordnet ist. Dem objektiven Geist stellte Hartmann den objektivierten Geist entgegen, der unlebendige Gegenständlichkeit, insbesondere in Formen des Schrifttums oder der Kunst geworden sei.